# 闪电级通报舰
闪电级通报舰（Blitz-Klasse）是19世纪80年代早期德意志帝国海军设计制造的两艘通报舰。“闪电”号和“箭”号是德国海军建造的第一款钢壳战舰，作为世界上第一种鱼雷巡洋舰，也是后来的瞪羚级轻巡洋舰的鼻祖。两舰都装备了一门12.5（4.9英寸）舰炮和一具35 cm（13.8英寸）鱼雷发射管作为主要装备，并且能够以超过15節（28每小時；17英里每小時）的最高速度航行。这两艘都是非常成功的军舰，服役超过三十年。
“闪电”号和“箭”号在整个服役生涯中曾广泛地担任各种角色。“闪电”号服役生涯中大部分时间都是鱼雷艇队先头舰，而“箭”号则在训练中队和主力舰队中服役。1889年“箭”号被派往德属东非镇压阿布希里起义，并在1890年返回德国。在整个19世纪90年代，两舰与大舰队一起行动，并参加了每年例行的演习和训练巡航。19世纪末20世纪初，两舰担任了各种额外的角色，包括供应舰、渔业保护船和训练船。1900年代中期，两舰作为公海舰队战列舰分队的专用供应舰，并且在第一次世界大战开始时充当这一角色。1917年末，“闪电”号参加了波罗的海阿尔比恩行动，“箭”号后来被用作U型潜艇船员的训练船。两舰在20世纪20年代早期被废弃，并被拆解出售。

## 设计
设计于1879年的闪电级通报舰的设计规范要求其最高时速为17節（31每小時；20英里每小時），输出功率为2,500匹公制馬力（2,500匹指示馬力）。作为第一批钢制外壳并且抛弃传统帆桅的巡洋舰型船只，本舰级标志着德国海军技术的重大进步。在轻型炮台外加鱼雷发射管的武装组合反映出鱼雷作为武器的重要性日益增加。其中鱼雷管是主要的攻击性武器，而舰载炮则被用于防御当时日益强大的鱼雷艇。
建成时，闪电级两舰是德国海军最早的钢制军舰，也是世界上最早的鱼雷巡洋舰之一。闪电级通报舰是创造现代钢壳轻巡洋舰的第一步，其现代的外观预示着之后军舰设计的发展趋势。本级的相关研制成果最终被运用在十年后建造的瞪羚级轻型巡洋舰上。事实证明，闪电级通报舰的设计是十分成功的，两舰前后服役了约35年时间。

### 常规参数

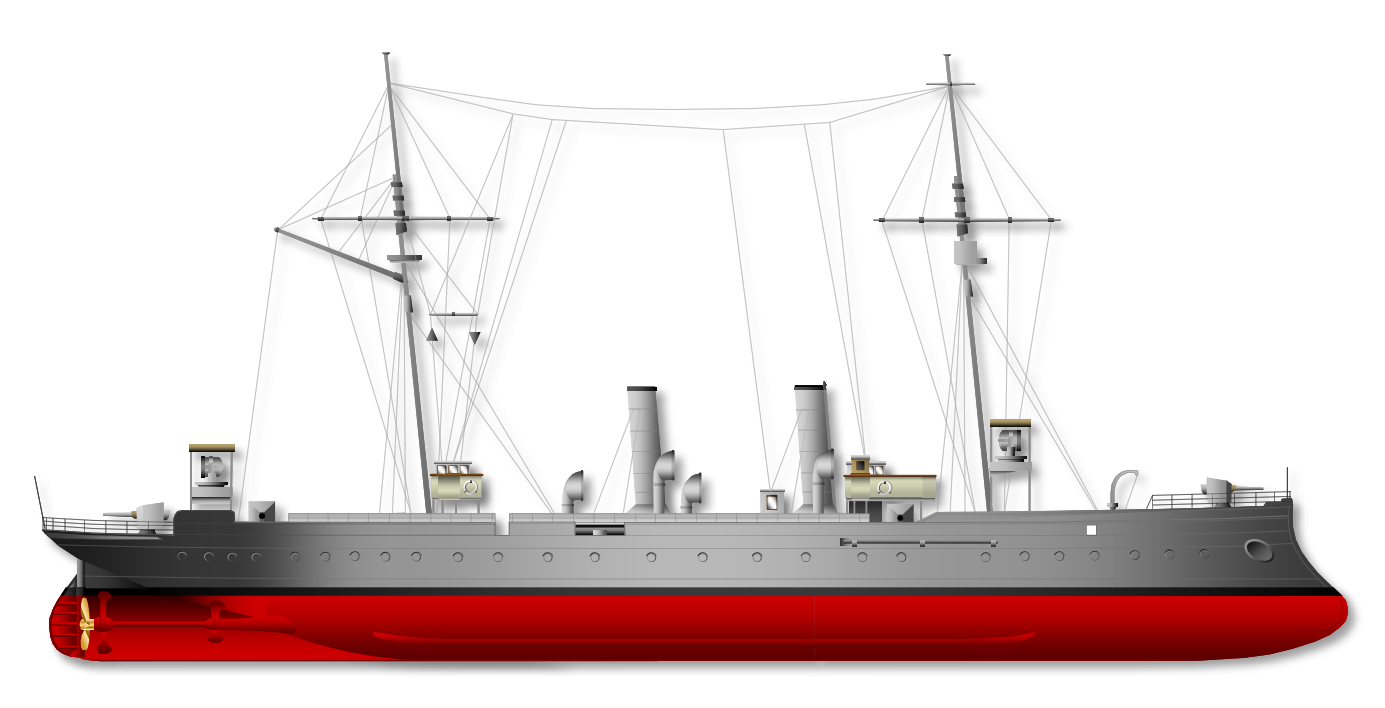
闪电级的插图

闪电级舰体水线长75.30（247英尺1英寸），总长78.43米（257英尺4英寸），舷宽9.90米（32英尺6英寸），舰首吃水深4.07米（13英尺4英寸），舰尾吃水4.40米（14英尺5英寸）。按照设计，该级舰只标准排水量为1,381公噸（1,359長噸），作战时满载排水量为1,486公噸（1,463長噸）。两舰的舰体由横向和纵向钢架构成，包括11个水密舱室。舰体内机舱下部采用双层底设计。
“闪电”号和“箭”号常规配有7名军官和127名士兵，不过这个数字后来被修改为6名军官和135名水手。在担任鱼雷艇舰队先头舰时，舰上又增加了3名军官和16名士兵。建成时，舰上原载有几艘较小的船只，包括一艘巡逻艇、一艘高低桅小帆船和一艘小艇。服役后又增加了一艘独桅快船、一艘高低桅小帆船和一艘小艇。

### 动力
船舶的推进系统由两台水平的2缸双胀蒸汽机组成。每台蒸汽机驱动一具三叶螺旋桨。蒸汽由八台燃煤机车锅炉提供。19世纪90年代初的改装作业中，舰上原有的锅炉被更新、更高效的型号所取代。其中“箭”号换装为8座圆形锅炉，而“闪电”号换装为8座卧式圆筒锅炉。舰载一台10千瓦特（13匹馬力）发电机提供67V电力。在建成时，为补充舰载蒸汽机动力，舰上配备了一具面积为591平方（6,360平方英尺）的纵帆装置，但后来减少为282平方（3,040平方英尺）的辅助帆，到1900年前后，帆具被完全移除。
舰载推进系统的额定功率为2,700匹公制馬力（2,700匹指示馬力），最高速度为16節（30每小時；18英里每小時）。然而在海试中，“闪电”号和“箭”号的实际功率分别为2,808匹公制馬力（2,770匹指示馬力）和2,377匹公制馬力（2,344匹指示馬力），但航速仅为15.7節（29.1每小時；18.1英里每小時）和15.6節（28.9每小時；18.0英里每小時）。单舵设计来控制转向。两舰设计载煤量为60吨，实际最大可以装载220公噸（220長噸；240短噸），这使得能够在9節（17每小時；10英里每小時）航速下的续航里程达到大约2,440海里（4,520；2,810英里）。

### 武装
建造完成后，闪电级通报舰配备了一门12.5（4.9英寸）K L/23舰炮，安装在舰首中轴炮座内，载弹量100发。舰上还装备了四门8.7厘米L/23单座火炮和一具35 cm（13.8英寸）鱼雷管，鱼雷管安装在舰首水线以上位置。 在1891年和1892年，这些船重新装备了六门8.8厘米口径的 SK L/30炮，分别在舰首、舰尾安装一门，舰舯部两舷侧各有两门。此外鱼雷管换装两具35厘米口径，其中一具在舰首，另两具在舷侧，均设置在水线下。两舰并未安装防护装甲。

## 舰只
| 舰名          | 建造者                 | 开建   | 下水          | 完成           | 除籍          |
| ------------- | ---------------------- | ------ | ------------- | -------------- | ------------- |
| “闪电”号 （） | 基尔北德意志造船厂     | 1881年 | 1882年8月26日 | 1883年3月28日  | 1921年3月8日  |
| “箭”号 （）   | 威廉港威廉港帝國造船廠 | 1881年 | 1882年9月16日 | 1884年11月25日 | 1922年2月16日 |

## 服役记录
入役后，“闪电”号担任鱼雷舰队第一舰队的先头舰。当时，未来“公海舰队的设计师”阿尔弗雷德·冯·提尔皮茨指挥海军鱼雷艇的运作活动，而“闪电”号在19世纪80年代早期就参与了鱼雷艇运作能力的评估。这些评估测试包括证明船只在远离庇护所、在沿海水域的情况下作业的能力的测试和武器测试。“箭”号最初在训练舰队中服役，直到1889年底被派往德属东非帮助镇压阿布希里起义。在此期间，该舰不仅协助实施了对殖民地的封锁行动，还参加了针对叛军的行动，包括派遣士兵上岸并轰炸敌军。在19世纪90年代，两舰都随舰队一起行动，其中“闪电”号与舰队鱼雷艇一起作战，“箭”号则作为主力舰队的侦察舰。在此期间，两舰定期参加由舰队和分舰队每年的例行训练，尤其是每年8月和9月的大型舰队演习。此外，两舰还经常护送皇室成员出行，包括德皇威廉二世乘坐的皇家游艇“霍亨佐伦”号。
到19世纪90年代中期，两舰尽管还是舰队中的现役作战单位，但已经开始担负次级任务，包括防止外国渔船侵犯德国领海的渔业保护巡逻、供应舰或者训练船。在整个服役生涯中，两舰前后被卷入了多起事故，几乎每一次都在意外碰撞中撞沉商船。20世纪初，两舰被指派为第一和第二分舰队的指定供应舰，陪同舰队的战列舰进行远程巡航，并参加年度演习。
第一次世界大战期间，“闪电”号和“箭”号继续担任舰队供应舰。“闪电”号在战争期间的具体活动尚未有明确记载，一位历史学家报告称该舰最初被用于海岸防御巡逻。但另一位消息人士称，直到1917年，当被派往波罗的海参加对抗俄罗斯军队的阿尔比恩行动时，该舰仍然在舰队中担当供应舰。另有记录中显示，该舰还被指定计划参加1918年8月针对俄罗斯的拱顶石行动，但行动最终被取消。与此同时，“箭”号被用来训练U型潜艇船员。“闪电”号和“箭”号最终分别在1921年和1922年从海军登记册上被除籍，随后被报废拆解。

## 脚注

### 引文
1. 1 2 3 4  日本海人社 & 德国巡洋舰史，第14頁
2. ↑  日本海人社 & 德国巡洋舰史，第28頁
3. ↑  李浑成 1998，第1663頁
4. ↑  章骞 2013，第12頁.
5. ↑  袁随善 & 何志刚 1992，第1001頁.
6. 1 2  赵俊 2021，第355頁
7. ↑  《船舶名词术语》编订组 1979，第9頁
8. 1 2  Hildebrand, Röhr, & Steinmetz Vol. 2，第90頁.
9. 1 2 3 4 5 6 7  Gröner，第91頁.
10. ↑  全国科学技术名词审定委员会 2019，第245頁
11. ↑  顾仁敖 1997，第550頁
12. ↑  席玉虎 2007，第470頁
13. ↑  刘伟 2019，第158頁
14. ↑  全国科学技术名词审定委员会 2019，第246頁
15. ↑  日本海人社 & 德国巡洋舰史，第14-15頁
16. ↑  杨坚 2017，第19頁
17. ↑  王运 1988，第85頁
18. ↑  崔刚 2009，第31頁
19. 1 2 3 4  Hildebrand, Röhr, & Steinmetz Vol. 2，第90–91頁.
20. 1 2 3 4  Hildebrand, Röhr, & Steinmetz Vol. 6，第226頁.
21. ↑  章骞 2013，第1頁
22. ↑  Hildebrand, Röhr, & Steinmetz Vol. 2，第91–92頁.
23. 1 2  Hildebrand, Röhr, & Steinmetz Vol. 6，第225–226頁.
24. ↑  Sondhaus，第162–163, 203頁.
25. ↑  吕文超, 赵森 & 夏树忱 1981，第429頁
26. ↑  Hildebrand, Röhr, & Steinmetz Vol. 2，第92–93頁.
27. ↑  Hildebrand, Röhr, & Steinmetz Vol. 2，第93頁.
28. ↑  Hildebrand, Röhr, & Steinmetz Vol. 6，第225頁.